# Чурачандпур
Чурачандпур (англ. Churachandpur) — містечко у Північно-Східній Індії, адміністративний центр округу Чурачандпур індійського штату Маніпур.

## Географія
Розташований у південній частині штату, на південний захід від столиці — Імпхала.

### Клімат
Містечко знаходиться у зоні, котра характеризується вологим субтропічним кліматом. Найтепліший місяць — вересень із середньою температурою 22.7 °C (72.8 °F). Найхолодніший місяць — січень, із середньою температурою 13.8 °С (56.9 °F).
| Клімат Чурачандпура     | Клімат Чурачандпура | Клімат Чурачандпура | Клімат Чурачандпура | Клімат Чурачандпура | Клімат Чурачандпура | Клімат Чурачандпура | Клімат Чурачандпура | Клімат Чурачандпура | Клімат Чурачандпура | Клімат Чурачандпура | Клімат Чурачандпура | Клімат Чурачандпура | Клімат Чурачандпура |
| Показник                | Січ.                | Лют.                | Бер.                | Квіт.               | Трав.               | Черв.               | Лип.                | Серп.               | Вер.                | Жовт.               | Лист.               | Груд.               | Рік                 |
| Середній максимум, °C   | 20                  | 21,6                | 25,1                | 26,3                | 26,2                | 25,2                | 25,3                | 25,3                | 25,8                | 25,3                | 22,9                | 20,7                | 24,2                |
| Середня температура, °C | 13,8                | 15,3                | 19,2                | 21,2                | 22                  | 22,2                | 22,5                | 22,3                | 22,6                | 21,4                | 18,1                | 15,1                | 19,7                |
| Середній мінімум, °C    | 7,6                 | 9,1                 | 13,3                | 16,1                | 17,8                | 19,1                | 19,8                | 19,4                | 19,5                | 17,6                | 13,3                | 9,6                 | 15,2                |
| Норма опадів, мм        | 11.5                | 34.6                | 92.7                | 209.6               | 374.3               | 665.5               | 600.9               | 487                 | 339.5               | 212                 | 49.5                | 9.3                 | 3086.2              |
| ----------------------- | ------------------- | ------------------- | ------------------- | ------------------- | ------------------- | ------------------- | ------------------- | ------------------- | ------------------- | ------------------- | ------------------- | ------------------- | ------------------- |
| Джерело: Weatherbase    |                     |                     |                     |                     |                     |                     |                     |                     |                     |                     |                     |                     |                     |